# 신기관
신기관(일본어: 神祇官 진기칸[*])은 일본의 고대 율령제의 국가 기관 중 하나이다. 고대 기록에서만 나타나다가 메이지 시대에 다시금 설치되었다. 신기관의 "신기"(神祇)는 천신지기(天神地祇)를 줄인 것으로서, 하늘과 땅의 신을 뜻한다. 고대 율령제에서의 신기관은 제사를 담당하는 기관이었다.

## 같이 보기
- 일본의 율령제
- 일본의 관제